# Felipe Guedes
Felipe Higor Guedes Bento (Vila Velha, 23 de abril de 1985), é um futebolista brasileiro que atua como goleiro, defende a Desportiva Ferroviária desde 2012. É um dos principais jogadores da história recente da Desportiva Ferroviária, tendo conquistado a Série B Capixaba, a Campeonato Capixaba e a Copa Espírito Santo. Em 2009 e 2014, fez parte da Seleção Capixaba em amistosos contra o Vasco da Gama e o Rio Branco.  

## Títulos
Vitória
- Campeonato Capixaba: 2006

Desportiva Ferroviária
- Campeonato Capixaba - Série B: 2012
- Copa Espírito Santo: 2012
- Campeonato Capixaba: 2013
- Copa dos Campeões do Espírito Santo: 2014
- Taça Unimed Vitória de Futebol: 2014